# Taça Guanabara de 1976
A Taça Guanabara de 1976 foi a 12ª edição da Taça e o primeiro turno do Campeonato Carioca de Futebol de 1976. O vencedor foi o Vasco da Gama.

## Fórmula de disputa
Os 15 participantes jogaram contra os demais participantes apenas em jogos de ida no sistema de pontos corridos.

### Critérios de desempate
Em casos de empate em pontos:
1. Duas equipes, partida extra
2. Mais de duas, saldo de gols

## Grupo único
| 1  | Vasco da Gama | 24 | 14 | 11 | 2 | 1  | 28 | 8  | +20 |
| 2  | Flamengo      | 24 | 14 | 11 | 2 | 1  | 28 | 5  | +23 |
| 3  | Fluminense    | 23 | 14 | 10 | 3 | 1  | 33 | 12 | +21 |
| 4  | America       | 22 | 14 | 9  | 4 | 1  | 31 | 9  | +22 |
| 5  | Goytacaz      | 15 | 14 | 4  | 7 | 3  | 12 | 23 | -11 |
| 6  | Olaria        | 14 | 14 | 3  | 8 | 3  | 7  | 9  | -2  |
| 7  | Botafogo      | 13 | 14 | 5  | 3 | 6  | 18 | 15 | +3  |
| 8  | Volta Redonda | 13 | 14 | 4  | 5 | 5  | 13 | 15 | -2  |
| 9  | Americano     | 13 | 14 | 4  | 5 | 5  | 10 | 14 | -4  |
| 10 | Bonsucesso    | 11 | 14 | 3  | 5 | 6  | 12 | 16 | -4  |
| 11 | São Cristóvão | 11 | 14 | 2  | 7 | 5  | 14 | 21 | -7  |
| 12 | Campo Grande  | 8  | 14 | 2  | 4 | 8  | 9  | 18 | -9  |
| 13 | Madureira     | 8  | 14 | 2  | 4 | 8  | 8  | 21 | -13 |
| 14 | Bangu         | 6  | 14 | 0  | 6 | 8  | 8  | 20 | -12 |
| 15 | Portuguesa-RJ | 5  | 14 | 1  | 3 | 10 | 7  | 32 | -25 |

### Partida extra
| 13 de junho | Vasco da Gama | 1 – 1 | Flamengo | Maracanã, Rio de Janeiro |
|             |               |       |          |                          |

|  |       | Penalidades |
|  | 5 – 4 |             |

## Premiação
| Taça Guanabara de 1976            |
| Rio de Janeiro                    |
| --------------------------------- |
| VASCO DA GAMA Campeão (2º título) |